# Мери Анинг
Мери Анинг (енгл. Mary Anning; Лајм Риџис, 21. мај 1799 — Лајм Риџис, 9. март 1847) била је британска колекционарка фосила и палеонтолошкиња. Прославила се због неколико важних открића које је извршила морским фосилним лежиштима из доба јуре на подручју Лајм Риџиса, у Дорсету, где је и живела. Њен рад је допринео да се промене научна размишљања о праисторијском животу и историји Земље која су до тада била актуелна.
Данас се Мери Анинг сматра зачетницом геологије, иако Лондонско геолошко друштво није признавало жене научнице ни 50 година након њене смрти.
Мери је фисилне остатке тражила током зимских месеци када су клизишта откривала остатке фосила, пре него што би трајно нестали у мору.
Први скелет који је Мери открила са својим братом кад је имала 11 година док су у близини куће шетали обалом. То био је скелет за који се веровало тада крокодила, али је касније установљено да је био скелет рибе гуштера, ихтиосауруса.
Због запостављеног положаја жена Мери током живота није имала право да се придружи Геолошком друштву Лондона и није увек добијала заслуге за свој научни допринос.
То је није спречило у свом раду и у томе да постане у то време светски позната у геолошким круговима, као и особа са пуно искуства са којом су се консултовали многи геолози тог времена.

## Биографија
Мери Анинг је рођена 21. маја 1799. године у малом енглеском селу, Лајм Риџису у Дорсету. Потиче из велике сиромашне породице са деветоро деце, али су само Мери и њен три године старији брат Џозеф доживели пунолетство. Висока стопа смртности у породици Анинг није била необична јер је скоро половина деце рођене у Великој Британији у 19. веку имирала до своје пете године услед разних болести. Као мала, често је скупљала шкољке на обали, по узору на њеног оца Реџиса, који је био столар, а као додатни посао му је било налажење фосилних остатака на литици у близини њихове куће која је била на самој обали мора. Њена мајка, Ели Мур је била домаћица. Отац јој умире кад је Мери имала само 11 година. Па ипак, заједно са својим старијим братом Џозефом је наставила да скупља фосиле, ни не слутећи да ће ускоро постати заслужни за готово највећа открића фосила до тада у Енглеској, а вероватно и на свету.
Мерине могућности за образовање су биле изузетно ограничене, али је похађала конгрегационалистичку недељну школу, где је научила да чита и пише.
До касног 18. века Лајм Реџис је постао популарно приморско одмаралиште, посебно након 1792. године, када је избијање Француске револуције учинило путовања на европско копно опасним за енглеско племство, које је заједно са све већим бројем туриста пристизао на обале Лајма. Сем Мерине породице још неки локални становници места су годинама уназад ископавали и продавали фосиле разноразних облика и величина којима су некад приписивана и лековита и мистична својства. Мери, али и остали локални становници су имали среће зато што су живели на најбогатијој локацији фосилних остатака у Британији, где су у наизменичним слојевима кречњака и шкриљаца на плитком морском дну били сачувани најразличитији фосили из периода јуре. Мери и њен брат су касније, као и њихов отац пре њих продавали те фосиле на столу испред куће туристима.
Њихово прво познато откриће је било 1811. године када је Мери имала 12 година. Њен брат Џозеф је ископао лобању ихтиосауруса, а неколико месеци касније Мери је сама пронашла остатак скелета који су продали господару оближњег имања, који га препродаје познатом колекционару који га је изложио у Лондон.
Најбоља муштерија породице је био потпуковник Томас Џејмс Бирч, богати колекционар из Линколншира који је од породице купио више примерака разних фосила.
1820. године Бирч је био узнемирен сазнањем да породица Анинг мора да прода свој намештај да би платила дажбине и храну јер скоро годину дана нису имали никаква већа открића која би могли да продају. Тад је он одлучио да у њихово име прода на аукцији фосиле које је купио од њих. Он је писао познатом палеонтологу Гидеону да га обавести да продаје на аукцији фосиле у корист сиромашне породице која их је и пронашла. Аукција је одржана 15. маја 1820. године и прикупљен је већи износ средстава, а купци су за тај тродневни догађај долазили и из Париза и Беча. Сакупљено је око 400 фунти, што је побољшало породичну финансијску ситуацију, а ова аукција је породицу Анинг уздигла у геолошкој заједници.
Мери је наставила да издржава породицу продајом фосила, а њени најпродаванији фосили су били бескичмењаци који су били уобичајени проналасци у тој области, које је продавала за неколико шилинга. Како је Мери касније наставила да прави важна открића тако је и њена репутација расла.
10. децембра 1823. године Мери је пронашла првог комплетног Плезиосауруса, 1828. је пронашла првог летећег гмизавца познатог као Птеросаурус, а 1829. и скелет рибе Сквалораје.Иако је имала ограничено образовање читала је сву могућу литературу коју је могла да нађе, а радила је и сецирање животиња укључујући рибе и сипе како би боље разумела анатомију фосила са којима је радила.
1826. године Мери је успела да уштеди довољно новца да купи кућу са стакленим излогом за своју радњу, а отварање су испратиле и локалне новине, а убрзо су радњу почели да посећују многи геолози и колекционари из Европе. 1844. године њену радњу је посетио и саксонски краљ Фридрих Аугуст II и купио скелет ихтиосауруса за своју велику приватну колекцију.
Иако су је многи признати стручњаци консултовали за мишљења она је, зато што је жена и даље у научној заједници третирана као аутсајдер. Жене у Британији нису могле да обављају јавне функције или иду на универзитет, па тако ни Мери није могла да постане чланица Геолошког друштва, па чак ни да присуствује њиховим састанцима као гост, па није могла ни да објављује научне радове што је њој било фрустрирајуће пошто је била искоришћавана и чије име у већини случајева није спомињано.
Још један водећи геолог, Родерик је своје теренске радове обављао у југозападној Енглеској, у Лајму заједно са својом женом Шарлот, коју је оставио неколико недеља како би вежбала рад на терену радећи са прослављеном Мери Енинг. Касније су Шарлот и Мери постале пријатељице, а Шарлот је касније помогла Мери да изгради своју мрежу купаца широм Европе, кроз своја познанства са утицајним геолозима.
У децембру 1830. године Мери проналази још један значајан фосил. У питању је био скелет нове врсте, плесиосауруса, који је продат за 200 фунти.

## Болест и смрт
Мери је умрла од рака дојке у 47. години живота, 9. марта 1847. године.
Њен рад се смањио задњих година њеног живота узрокован од њене болести. Због Мерине утицајности, геолошка заједница је 1846. године, када се сазнало за њену болест прикупила новац да јој помогне у тој ситуацији. А савет новоотвореног музеја округа Дорсет је Мери прогласио почасним чланом.
Сахрањена је 15. марта у порти локалне парохијске цркве Светог Михаила.
Након њене смрти председник Геолошког друштва је написао хвалоспев који је прочитао на састанку друштва и објавио га и то је био први такав хвалоспев написан за жену и за некога ко није члан друштва.
У августу 2018. године је покренута кампања где су прикупљена средства за постављање Мерине статуе у родном Лајм Реџису, која је направљена од бронзе и постављена 21. маја 2022. године, на 223. годишњицу Мериног рођења. Бронзана статуа у природној величини приказује Енинг са чекићем и фосилом у руци, са погледом на литице које и данас привлаче ловце на фосиле и где је она ископала своја највећа открића.

## Галерија
- Место где се Мери Анинг родила, данас је музеј.
- Простор на ком је Мери Анинг истраживала.
- Мери Анинг на једном ископавању.
- Једна од скица Мери Анинг.